# Youngolidia aviculifera
Youngolidia aviculifera är en insektsart som beskrevs av Nielson 1992. Youngolidia aviculifera ingår i släktet Youngolidia och familjen dvärgstritar. Inga underarter finns listade i Catalogue of Life.